# Wyżny Łazek
Wyżny Łazek, Wyżni Łazek – znajdująca się na wysokości ok. 696 m n.p.m. przełęcz w Masywie Trzech Koron w Pieninach, pomiędzy Łysiną (792 m), a Trzema Koronami (982 m). Na przełęczy niewielka polanka o tej samej nazwie. Widoków brak, gdyż polanka jest tak mała, że otaczający ją las przesłania widoki. Bardzo strome stoki porośnięte są potężnym jodłowym lasem. Od północnej strony stoki spod przełęczy opadają do Doliny Szerokiej. Dawniej turyści wchodzili na Wyżni Łazek również od Przełomu Dunajca poprzez polanę Niżny Łazek. Od dawna przejście to jest już nieczynne.
Mimo że polana Wyżni Łazek jest tak mała, botanicy naliczyli się występowania na niej ok. 100 gatunków roślin naczyniowych. W latach 1987–1988 na Wyżnym Łazku znaleziono bardzo rzadki, w Polsce wymierający gatunek porostu – trzonecznicę proszkowatą Chaenotheca stemonea oraz zagrożone wyginięciem gatunki trzonecznica żółta Chaenotheca chrysocephala, trzonecznica rdzawa Chaenotheca ferruginea i pismaczek zielony Zwackhia viridis.
Wyżny Łazek znajduje się w Pienińskim Parku Narodowym, w miejscowości Sromowce Niżne w województwie małopolskim, w powiecie nowotarskim, w gminie Czorsztyn.

## Szlak turystyki pieszej
– zielony od wylotu Wąwozu Szopczańskiego południowymi zboczami Trzech Koron, przez Wyżni Łazek do polany Kosarzyska, gdzie krzyżuje się ze szlakiem niebieskim prowadzącym głównym grzbietem Masywu Trzech Koron i Pieninek.

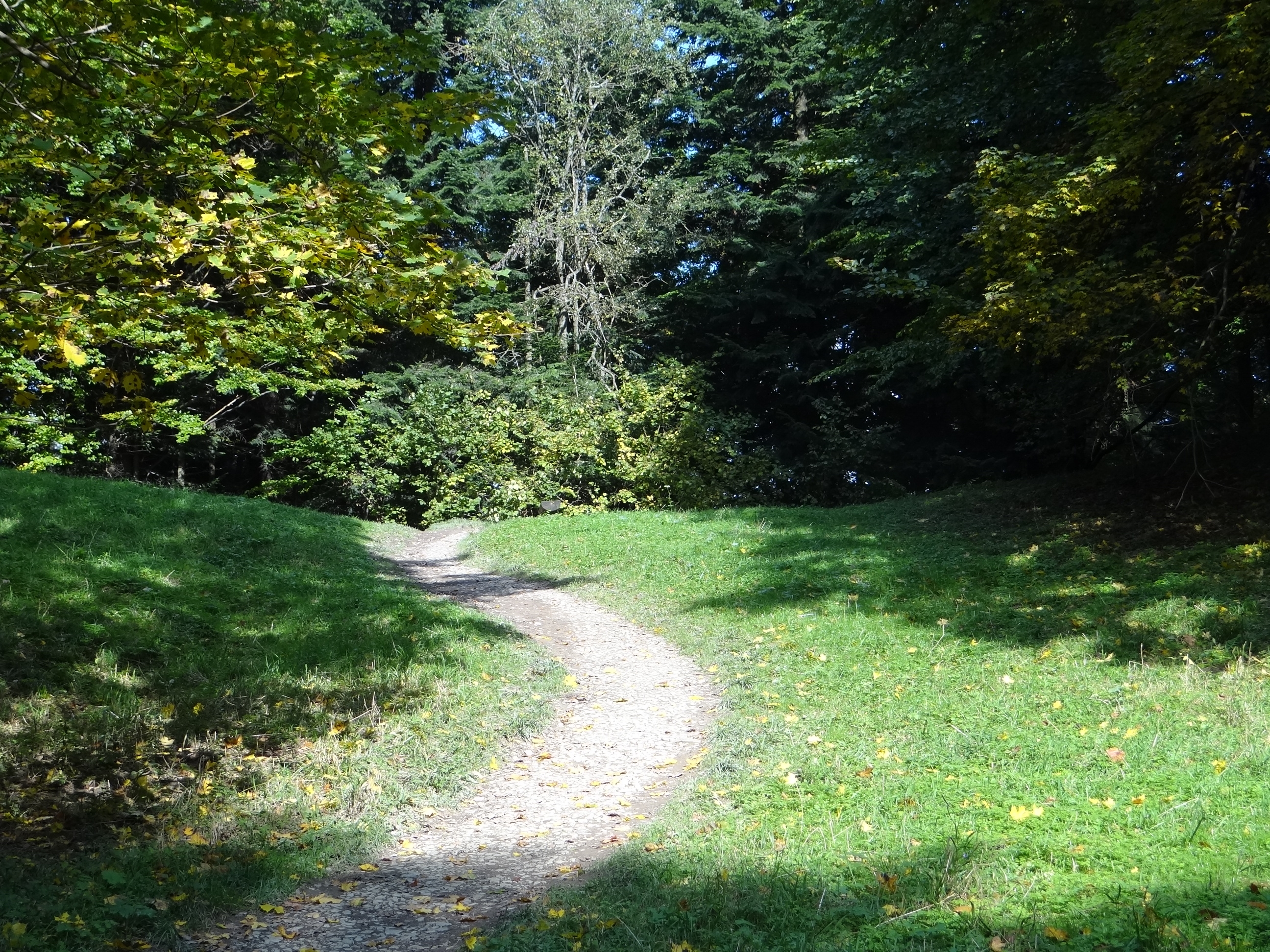
Polanka i przełęcz Wyżny Łazek